# Schoenus delicatulus
Schoenus delicatulus är en halvgräsart som först beskrevs av Merritt Lyndon Fernald, och fick sitt nu gällande namn av Johannes Hendrikus Kern. Schoenus delicatulus ingår i släktet axagssläktet, och familjen halvgräs. Inga underarter finns listade i Catalogue of Life.